# Pascal Hens
Pascal Hens (Daun, 26. ožujka 1980.) umirovljeni je njemački rukometaš. 
Igrao je na poziciji lijevog vanjskog, a bio je član njemačkog kluba Hamburga. Član je i njemačke rukometne reprezentacije s kojom je bio prvak svijeta 2007. u Njemačkoj. Osvajač je srebrne medalje na Olimpijskim igrama u Ateni. Bio je na dva europska prvenstva na kojima je njemačka reprezentacija osvojila zlato i srebro (Slovenija 2004. i Švedska 2002.). 

## Weblinks
- Službena stranica  Arhivirana inačica izvorne stranice od 7. travnja 2018. (Wayback Machine)